# Dries Wieme
Dries Wieme (Gent, 4 december 1927 - aldaar, 6 januari 1993) was een Vlaams acteur.
Wieme studeerde in 1951 af aan de Studio Herman Teirlinck. Hij was naast het toneel vooral bekend voor zijn rollen in diverse tv-producties. Zijn stem was ook regelmatig te horen in luisterspelen op de radio. Samen met de  actrice Alice Toen richtte hij de groep Jeugd en Theater op. Hij lag ook aan de basis van Theater op zolder, het later Nederlands Kamertoneel.  Wieme werd in 1965 de eerste directeur van de Brusselse Beursschouwburg. Verder was hij nog werkzaam in de K.V.S. en de K.N.S. Wieme kwam om het leven bij een auto-ongeval, en ligt begraven op het bekende Gentse kerkhof Campo Santo (grondgebied Sint-Amandsberg).
Dries Wieme was gehuwd met de Vlaamse actrice Alice Toen.

## Televisierollen
- Dokter in Slisse en Cesar (1977)
- Kroniekschrijver in Maria Speermalie (1979)
- Lus de stroper in De Paradijsvogels (1979)
- Jules Zenuw in De Kolderbrigade (1980)
- Dorpsonderwijzer in Daar is een mens verdronken (1983)
- Oscar in Klein Londen, Klein Berlijn (1988)

## Filmrollen
- Garagist in Wildschut (1985)

- International Standard Name Identifier: 0000 0003 9578 3513
- Nederlandse Thesaurus van Auteursnamen: 07499803X
- Virtual International Authority File: 290556534
- WorldCat: E39PBJrm74wVdMC3kggjrDcQMP